# Maria av Portugal (1313–1357)
Maria av Portugal, född 1313, död 1357, var drottning av Kastilien, gift med Alfons XI av Kastilien.

## Biografi
Maria var dotter till Alfons IV av Portugal och Beatrice av Kastilien. 

### Drottning
Relationen med Alfons var olycklig. Alfons hade från 1327 ett förhållande med Leonor Núñez de Guzmán. Det tog flera år innan Maria slutligen - år 1334 - födde en tronarvinge, vilket ytterligare undergrävde hennes position. 1335 återvände Maria till Portugal och fick stöd av fadern, som krävde att Alfons skulle bryta med Leonor och även startade krigshandlingar. Vid freden 1340 gick Alfons med på att spärra in Leonor i kloster, och Maria återvände.

### Änkedrottning
Kung Alfons XI avled i pesten mitt under ett fälttåg i Andalusien 26 mars 1350. Efter hans död gav Maria order om makens förra älskarinna Leonor de Guzmáns fängslande och död i fästningen Talavera. Hon fick inflytande över sonens rådgivare Juan Alfonso de Alburquerque, och stödde alliansen med Frankrike. Hon stödde därmed giftermålet med Blanka av Bourbon, som ägde rum i Valladolid 1353, och försökte skydda svärdottern mot sonen under kungaparets konflikt. Maria deltog i adelns uppror mot sonen 1354, och fick honom tillfångatagen genom att överlämna Toro till rebellerna.
Maria av Portugal återvände till Portugal 1357, och avled senare samma år.   

## Galleri

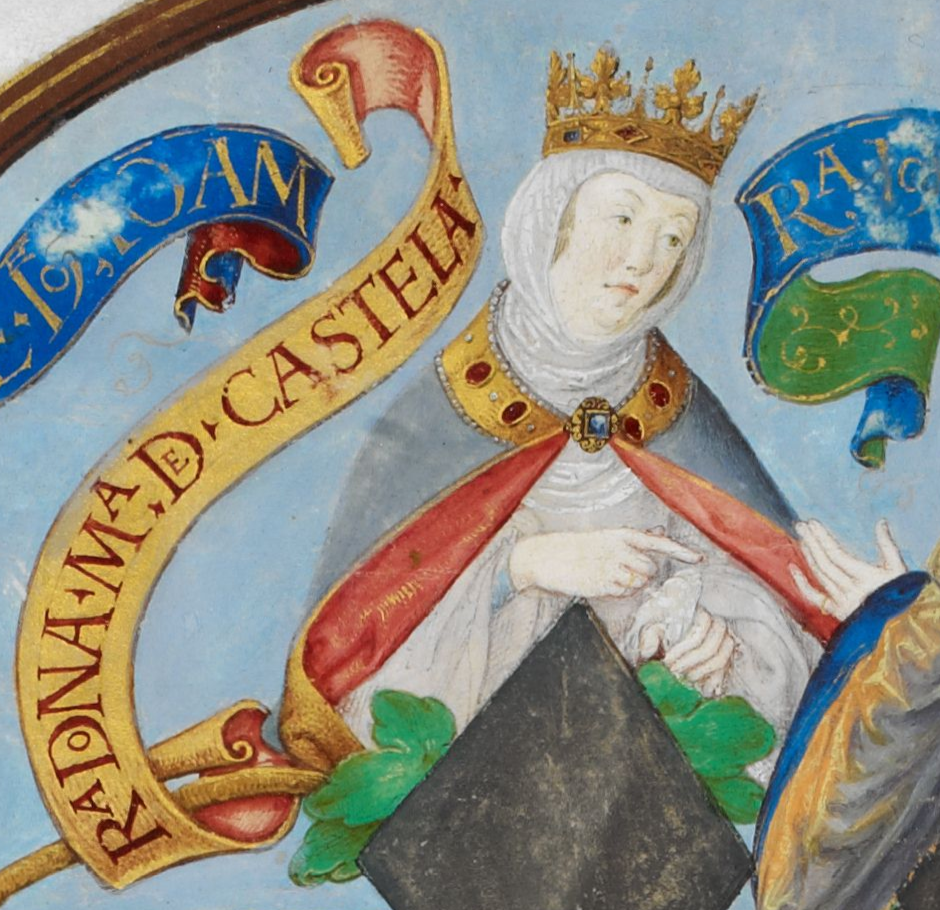
Maria av Portugal